# Novalis
Novalis, pseudoniem van Georg Friedrich Philipp Freiherr von Hardenberg (Oberwiederstedt, 2 mei 1772 - Weißenfels, 25 maart 1801), was een Duits auteur uit de periode van de romantiek.

## Levensloop
Novalis was de tweede van elf kinderen. In 1794 beëindigde hij zijn rechtenstudie in Jena, Leipzig en Wittenberg met glans. In maart 1795 verloofde hij zich als bijna 23-jarige - zonder dat zijn ouders ervan wisten - met de slechts twaalf jaar jonge Sophie von Kühn. Na haar dood - al in 1797 - ging hij in Freiberg weer studeren, onder andere chemie en wiskunde. Ook op zijn tweede verloving, in 1798 met Julie von Charpentier, volgde geen huwelijk. Na een maandenlange ziekte (waarschijnlijk leed hij aan taaislijmziekte) overleed hij in 1801 vroegtijdig. Hierdoor werd hij een legendarische figuur (er bestaat zelfs zoiets als "Novalismus").

## Werk
In zijn werk komen een aantal typisch romantische motieven terug: "Sehnsucht", melancholie en doodsverlangen. Ook het motief van de nacht speelde een grote rol in zijn poëzie (Hymnen an die Nacht, 1799-1800). Het is de nacht die de sleutel biedt om de werkelijkheid te begrijpen en de ogen van de ziel opent. De blauwe bloem, die onder andere in Heinrich von Ofterdingen opduikt, is een motief dat voorgoed met Novalis verbonden blijft en waarin verschillende elementen samenkomen: droom, poëzie, liefde en het verlangen naar oneindigheid.
Novalis' oeuvre is vrij fragmentarisch. Een aantal teksten is samengebracht in het in 1798 verschenen Glaube und Liebe (voluit Glaube und Liebe oder der König und die Königin). In 1799 schreef hij in Die Christenheit oder Europa zijn visie op de geschiedenis van de Europese cultuur neer (in de stijl van Chateaubriand). Die begint volgens hem bij de Middeleeuwen en bereikte een dieptepunt met de Franse Revolutie, waarna het weer beter gaat.
Van Hymnen an die Nacht zijn twee versies bekend: de oorspronkelijke met vrije verzen en de versie in ritmisch proza, zoals die verschenen is in het tijdschrift "Athenäum" van de gebroeders Schlegel.
Novalis waagde zich ook aan een roman, Heinrich von Ofterdingen, die hij echter door zijn ziekte en zijn vroege dood niet heeft voltooid.
Novalis heeft een grote invloed uitgeoefend op het Europese symbolisme.

### In Nederlandse vertaling
- De leerlingen te Saïs, vertaald door Mieke Mosmuller-Crull, 2013, ISBN 9789075240375
- De blauwe bloem. Heinrich von Ofterdingen, vertaald door Ria van Hengel met een nawoord van Arnold Heumakers, 2006, ISBN 9789025336851
- Stuifmeel: fragmenten over de liefde, overgebracht door Wijnand Steemers, 1995, ISBN 9789060383711
- Hymnen aan de nacht, vertaald door Albert Bodde, 1992, ISBN 9789060383001
- Geloof en liefde, of de koning en de koningin, overgebracht door Wijnand Steemers, 1991, ISBN 9789070518202
- De christenheid of Europa. Een fragment, ingeleid, vertaald en geannoteerd door Elsa van Wezel, 1989, ISBN 9789024276646
- Geestelijke liederen, vertaald door Hendrik Theissen, 1945
- De genius van de zang, vertaald door Dirk Coster en P.C. Boutens, 1941, ISBN 9789028421516

### Historische roman
- Penelope Fitzgerald, The Blue Flower, 1995

- Bibsys: 90052748
- Biblioteca Nacional de Chile: 000038429
- Biblioteca Nacional de España: XX1010094
- Bibliothèque nationale de France: cb11917917z (data)
- Catàleg d'autoritats de noms i títols de Catalunya: 981058518639806706
- CiNii: DA00337456
- Gemeinsame Normdatei: 118588893
- International Standard Name Identifier: 0000 0001 2144 1284
- Library of Congress Control Number: n78096916
- Nationale Bibliotheek van Letland: 000042984
- MusicBrainz: 74bfae64-2ea3-479f-9cb1-1eda2a24e103
- Bibliotheek van het Japanse parlement: 00451513
- Nationale Bibliotheek van Tsjechië: jn19990006176
- Nationale bibliotheek van Australië: 35200865
- Nationale Bibliotheek van Israël: 987007266030905171
- Nationale Bibliotheek van Polen: a0000001182616
- Nationale en Universitaire bibliotheek Zagreb: 000072622
- Nederlandse Thesaurus van Auteursnamen: 068347839
- Réseau des bibliothèques de Suisse occidentale: 02-A000123067
- Istituto Centrale per il Catalogo Unico: CFIV054619
- LIBRIS: 80734
- SNAC: w69c8srt
- Système universitaire de documentation: 027384101
- Trove: 862244
- Virtual International Authority File: 95155102
- WorldCat: E39PBJqVY6Rkv46XHV6HFW8wG3